# Andrew Lowe
Andrew Lowe es un geofísico canadiense, astrónomo aficionado y descubridor de asteroides nacido en la ciudad de Calgary, Alberta, en 1959. 
En el período comprendido entre 1976 y 2010 descubrió un total de 343 asteroides. Es uno de los catorce astrónomos más implicados en la búsqueda de asteroides durante más de cuatro décadas. Descubrió los objetos próximos (207935) 2009 AF y (233960) 2010 AX2, que fueron los primeros asteroides de su grupo que fueron numerados en el período 2009-2010.
En reconocimiento a sus servicios, el asteroide (4091) Lowe, fue nombrado en su honor.